# 2 Strangers and a Foosball
2 Strangers and a Foosball – kanadyjski film krótkometrażowy z 2007 w reżyserii Eduardo Soto-Falcón.

## Obsada
- France Viens - Julianne
- Tim Rozon - Duke
- Randy Thomas - Anthony
- Malcolm Travis - Kaiser
- Jasmine Legault - Valerie
- Perla Jasso - Raquel
- Guido Grasso Jr. - Marcello
- Mélanie Venne - Alice
- Marcus Roberts - profesor